# Esquías (kommun)
Esquías är en kommun i Honduras.   Den ligger i departementet Departamento de Comayagua, i den centrala delen av landet, 70 km norr om huvudstaden Tegucigalpa. Antalet invånare är 14 342.